# ويليام ر. ويلكيرسون
ويليام ر. ويلكيرسون (بالإنجليزية: William Wilkerson)‏ هو ناشر أمريكي، ولد في 29 سبتمبر 1890 في ناشفيل في الولايات المتحدة، وتوفي في 2 سبتمبر 1962 في لوس أنجلوس في الولايات المتحدة بسبب نوبة قلبية.